# First Utterance
First Utterance è il primo album del gruppo folk rock d'avanguardia inglese dei Comus, pubblicato dalla Dawn Records nel febbraio del 1971. I brani del disco furono registrati nel novembre e dicembre del 1970 al Pye Studios di Londra, Inghilterra.

## Tracce
Lato A
1. Diana – 4:28 (Colin Pearson)
2. The Herald – 12:11 (Andy Hellaby, Glen Goring, Roger Wooton)
3. Drip Drip – 11:35 (Roger Wooton)

Lato B
1. Song to Comus – 7:25 (Roger Wooton)
2. The Bite – 6:20 (Roger Wooton)
3. Bitten – 0:30 (Andy Hellaby, Colin Pearson)
4. The Prisoner – 6:20 (Roger Wooton)

Edizione CD del 2008, pubblicato dalla Arcàngelo Records (ARC-8004)
1. Diana – 4:37
2. The Herald – 12:15
3. Drip Drip – 10:56
4. Song to Comus – 7:31
5. The Bite – 5:27
6. Bitten – 2:16
7. The Prisoner – 6:15
8. All the Clours of Darkness – Bonus Track
9. Diana – Bonus Track - Single Version
10. In the Lost Queen's Eyes – Bonus Track
11. Winter Is a Coloured Bird – Bonus Track

## Formazione
- Roger Wootton - chitarra folk, voce solista
- Glen Goring - chitarra folk a sei corde, slide guitar, chitarra folk a dodici corde, canto, percussioni (hand drums)
- Colin Pearson - violino, viola
- Rob Young - flauto, oboe, percussioni
- Andy Hellaby - batteria fender, basso slide, canto
- Bobbie Watson - percussioni, canto